# Ermessenda de Cardona
Ermesinda di Cardona (1060 circa – 1090 circa) è stata viscontessa reggente di Cardona, dal 1086 alla sua morte.
Figlia del primo Visconte di Cardona Raimondo Folco I, resse la viscontea di Cardona, per il figlio minorenne, Bernardo Amato, dal 1086 al 1090, assieme allo zio, Folco II, futuro vescovo eletto di Urgell e  vescovo di Barcellona.

## Origine
Ermesinda, secondo il documento n° 79 del Diplomatari de la vila de Cardona, anys 966-1276 (non consultato), era figlio del Visconte di Cardona, Raimondo Folco I e della moglie, Ermesinda di Girona, di cui non si conoscono gli ascendenti.

Raimondo Folco I, secondo il testamento dello zio, Eribalo I, riportato dal documento n° 160 della Colección diplomática de Sant Pere de Casserres. Volumen I (non consultato) era figlio del Visconte di Cardona, Folco I e, come ci conferma il documento n° 59 del Quan els vescontes de Barcelona eren di Guisla di Barcellona († dopo il 1041), che, secondo il documento n° 35 del Quan els vescontes de Barcelona eren era figlia del visconte di Barcellona, Geriberto e della moglie, Ermengarda di Barcellona, figlia del conte di Barcellona, Gerona, Osona e Urgell, Borrell II. 

## Biografia
Di Ermesinda si hanno poche notizie.
Il titolo di Visconte di Cardona che suo padre ottenne dai Conti di Barcellona passò direttamente dal padre di Ermesinda al figlio di lei Bernardo Amato di Claramunt; infatti, nel 1083, suo padre, Raimondo Folco fece testamento, nel quale indicava come esecutori la moglie (la madre di Ermesinda), Ermesinda di Girona, ed il fratello (lo zio di Ermesinda), Folco (manumissores domna Hermisendis vicecomitissa coniux mea et Fulchoni archidiaconi fratris meo) e indicava come eredi il genero (marito di Ermesinda), Deodato, la figlia, Ermesinda, ed il nipote, Bernardo Amato (Deusdedit et coniux eius Ermesendis filia mea et nepus meus Bernardus Amati), come da documento n° 66 del Diplomatari de la vila de Cardona, anys 966-1276 (non consultato).
Raimondo Folco I morì nel 1086 vittima di un'incursione dei saraceni contro il castello di Maldà; nel documento n° 298 della Colección diplomática de Sant Pere de Casserres. Volumen I, datato 1087, (non consultato) Raimondo Folco I è citato come già defunto (defuncti vicecomitis...Reimundi Fulconis Cardonensis), e, in quello stesso anno il nipote, Bernardo Amato, viene citato col titolo di visconte, assieme alla moglie, Almodis di Barcelona (Bernardus vicecomes et Almodis vicecomitissa), affiancato dalla madre, Ermesinda e dal prozio, Folco (Fulcho archilevita et vicecomes sive Ermessindis vicecomitissa), come da documento n° 81 del Diplomatari de la vila de Cardona, anys 966-1276 (non consultato); Bernardo Amato e Almodis di Barcelona erano entrambi ancora minorenni (probabilmente vi era un impegno di matrimonio).
In quello stesso anno (1087), col documento n° 79 del Diplomatari de la vila de Cardona, anys 966-1276 (non consultato), venne confermata la successione a Raimondo Folco I tra lo zio, Folco, Ermesinda e il marito Deodato, figlio di Bernardo (Fulconem vicecomitem et vicecomitissam Ermessendis et Deusdedit Bernardi).
Ermesinda morì poco dopo, nel 1090 circa; comunque dopo il 1087 non la troviamo più citata in alcun documento: già nel documento n° 80 del Diplomatari de la vila de Cardona, anys 966-1276 (non consultato), inerente ad una donazione, compare solo il marito, Deodato.
Dopo la morte di Ermesinda, il titolo fu retto fino al 1099 dallo zio di Ermesinda Folco, vescovo eletto di Urgell e  vescovo di Barcellona (, come ci viene confermato dal documento n° CCCXVIII della Appendix de la Marca Hispanica sive Limes Hispanicus, datato 1098 (Fulco Dei gratia Barchinonensis episcopus et vicecomes Cardonæ)), anche dopo che il visconte titolare, il figlio di Ermesinda, Bernardo Amato, aveva raggiunto la maggior età.

## Matrimonio e discendenza
Ermesinda aveva sposato il signore di Tamarit e Visconte di Tarragona, Deodato di Claramunt, come ci viene confermato dal documento n° 109 del Diplomatari de la vila de Cardona, anys 966-1276 (non consultato), figlio di Bernardo di Claramunt.

Deodato, nel 1087, fece una donazione, come ci viene riportato dal documento n° 80 del Diplomatari de la vila de Cardona, anys 966-1276 (non consultato).

Ermesinda a Deodato di Claramunt diede tre figli:
- Bernardo Amato († 1135), Visconte di Cardona, come da documento n° 81 del Diplomatari de la vila de Cardona, anys 966-1276 (non consultato)[6];
- Raimondo Folco († dopo il 1151), citato nel documento n° 109 del Diplomatari de la vila de Cardona, anys 966-1276 (non consultato)[6];
- Guglielmo († dopo il 1151), citato nel documento n° 168 del Diplomatari de la vila de Cardona, anys 966-1276 (non consultato)[6].

### Fonti primarie
- (LA)  Quan els vescontes de Barcelona eren Archiviato il 20 dicembre 2014 in Internet Archive..
- (LA)  #ES Marca Hispanica sive Limes Hispanicus.